# 莉萨·波
莉萨·波（法語：Lisa Pou，1999年5月28日—），法国、摩纳哥女子游泳运动员，2018年欧洲游泳锦标赛混合团体5公里接力铜牌得主、2025年世界游泳锦标赛女子10公里公开水域游泳铜牌得主。